# Alzey
Alzey (IPA:ˈaltsaɪ) er en by i den tyske delstat Rheinland-Pfalz. Den er administrationsby for landkreis Alzey-Worms og den fjerdestørste by i Rheinhessen efter Mainz, Worms og Bingen.
Byens hovederhverv er vinfremstilling, og statens vinskole ligger her.  Motorvej A61 og A63 krydser hinanden. Den har togforbindelse til Mainz, Worms, Bingen and Kirchheimbolanden.

## Geografi
Alzey ligger vest for Rhindalen omgivet af et kuperet terræn, Alzeyer Hügelland. Selz, som er en af Rhinens bifloder, løber gennem byen.

## Galleri
- Fiskemarkedet
- Slottet